# Paranamera excisa
Paranamera excisa är en skalbaggsart som beskrevs av Stefan von Breuning 1942. Paranamera excisa ingår i släktet Paranamera och familjen långhorningar. Inga underarter finns listade i Catalogue of Life.